# Stichting WOS

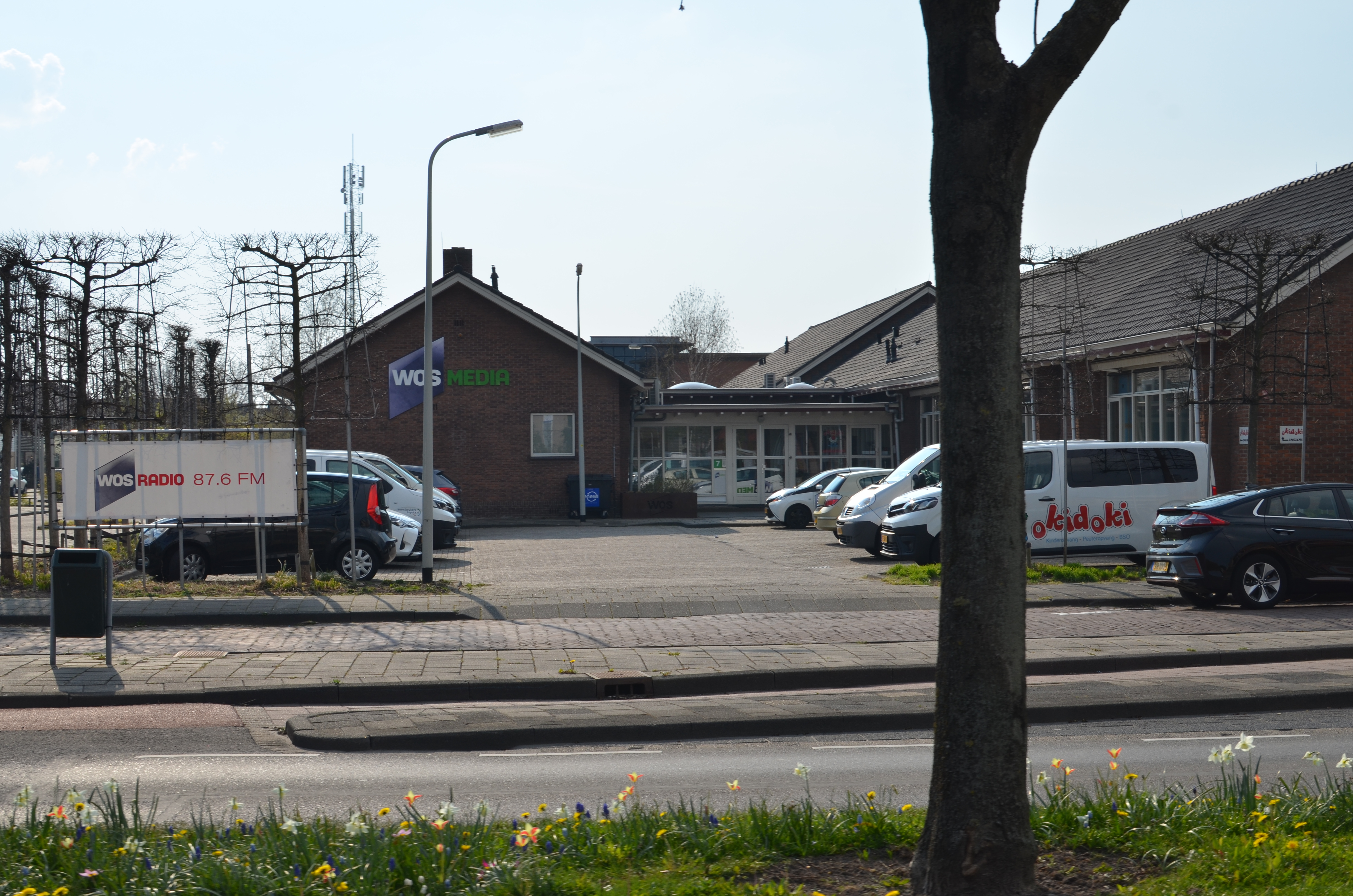
Het pand in 's-Gravenzande.

De Stichting WOS (vaak afgekort tot WOS) is de publieke omroep voor de gemeenten Westland, Maassluis en Midden-Delfland.

## Geschiedenis
In 1981 werd de Westlandse Omroepstichting opgericht. Na een aantal proefuitzendingen op de zender van Hilversum 2 ging de radiozender in 1986 definitief van start. Op dat moment werkten er 24 vrijwilligers mee aan de diverse programma's. Deze uitzendingen kwamen aanvankelijk van een huis in Heenweg, en later vanuit een voormalige kleuterschool aan de Van der Kest Wittensstraat in 's-Gravenzande. In de laatste week van 1989 startten de vrijwilligers van de WOS met proefuitzendingen van 7:00 tot 19:00 uur. In 1991 werd de zendtijd verder uitgebreid naar 24 uur per dag.
Begin jaren 90 wordt er gestart met eenmalige tv uitzendingen. In 1995 krijgt WOS TV een vaste plek op de kabel en wordt begonnen met een tekst-tv cyclus. Later wordt ook WOS-teletekst geïntroduceerd. Vanaf 1997 wordt begonnen met het uitzenden van een weekoverzicht. Door de jaren heen komen er steeds meer actualiteitenprogramma's die zich richten op uitgaanstips in het Westland en op de tuinbouwsector. De programmering bestaat meestal uit één uur televisie per dag dat elk uur wordt herhaald.
In december 2001 krijgt de WOS officieel de status lokale omroep van Maassluis. In 2003 wijzigde als gevolg van zerobase de etherfrequentie van WOS Radio van 89,3 FM naar 87,6 FM.

## Ontvangst
De WOS zendt uit via televisie, radio, en online op de eigen website en apps. WOS Radio en WOS TV zijn via de kabel in Hoek van Holland, Maassluis, Midden-Delfland en Westland te ontvangen. De radiozender is ook te beluisteren via de ether op 87,6 FM en via DAB+ op kanaal 9B.

## Programma's
Op TV zijn dagelijks diverse programma's te zien zoals Eropuit!, Herexamen, Val op val af (alle 3 gepresenteerd door Jeroen Toet), Veilig Westland, WOS Sport (met Stefan van Eijk), WOS Verkeer en Zomaar Zomer. Het dagelijkse nieuws wordt afwisselend gepresenteerd door Jelle Gardien of Rutger Hillenaar. Ook worden er programma's gemaakt rondom evenementen zoals de verkiezingen de jaarlijkse sportprijzen en het Varend Corso.